# Sauchy-Cauchy
Sauchy-Cauchy är en kommun i departementet Pas-de-Calais i regionen Hauts-de-France i norra Frankrike. Kommunen ligger i kantonen Marquion som tillhör arrondissementet Arras. År 2022 hade Sauchy-Cauchy 381 invånare.

## Befolkningsutveckling
Antalet invånare i kommunen Sauchy-Cauchy
| Referens: INSEE |